# Meistriliiga (2005)
Meistriliiga 2005 była 15. edycją najwyższej klasy rozgrywkowej piłki nożnej w Estonii.
Skład ligi powiększono do 10 drużyn, które w okresie od 6 marca do 6 listopada 2005 rozegrały 36 kolejek meczów. Obrońcą tytułu była Levadia Tallinn. 
Mistrzostwo po raz pierwszy w historii zdobyła drużyna TVMK Tallinn.

## Uczestniczące drużyny
| Uczestnicy poprzedniej edycji | Uczestnicy poprzedniej edycji | Uczestnicy poprzedniej edycji | Uczestnicy poprzedniej edycji |
| --- | ----------------------------- | ----------------------------- | ----------------------------- |
| LEV | Levadia Tallinn               | Tallinn                       | 1                             |
| TVM | Tallinna FC TVMK              | Tallinn                       | 2                             |
| FLO | Flora Tallinn                 | Tallinn                       | 3                             |
| NVA | JK Narva Trans                | Narwa                         | 4                             |
| MER | Tartu JK Merkuur              | Tartu                         | 5                             |
| VTU | Viljandi Tulevik              | Viljandi                      | 6                             |
| VAL | FC Valga                      | Valga                         | 7                             |
| Awans z Esiliigi |                               |                               |                               |
| TMT | Tartu JK Tammeka              | Tartu                         | 1                             |
| KUR | FC Kuressaare                 | Kuressaare                    | 5                             |
| po barażach |                               |                               |                               |
| DÜN | Dünamo Tallinn                | Tallinn                       | 4                             |
| Oznaczenia: - kolumna pierwsza – skróty nazw drużyn, - kolumna trzecia – siedziba klubu, - kolumna czwarta – miejsce zajęte w poprzednim sezonie. |                               |                               |                               |

## Tabela
| Lp. | Drużyna             | M  | Z  | R  | P  | B+  | B–  | +/–  | Pkt | Kwalifikacja lub spadek                     |
| --- | ------------------- | -- | -- | -- | -- | --- | --- | ---- | --- | ------------------------------------------- |
| 1   | TVMK Tallinn (M, P) | 36 | 30 | 5  | 1  | 138 | 21  | +117 | 95  | Liga Mistrzów UEFA • I runda kwalifikacyjna |
| 2   | Levadia Tallinn     | 36 | 28 | 5  | 3  | 97  | 25  | +72  | 89  | Puchar Europy UEFA • I runda kwalifikacyjna |
| 3   | Narva Trans         | 36 | 23 | 6  | 7  | 99  | 34  | +65  | 75  | Puchar Intertoto UEFA (2006)                |
| 4   | Flora Tallinn       | 36 | 21 | 6  | 9  | 81  | 36  | +45  | 69  | Puchar Europy UEFA • I runda kwalifikacyjna |
| 5   | Viljandi Tulevik    | 36 | 12 | 11 | 13 | 46  | 48  | −2   | 47  |                                             |
| 6   | Tartu Merkuur       | 36 | 11 | 7  | 18 | 52  | 86  | −34  | 40  |                                             |
| 7   | Tartu Tammeka       | 36 | 8  | 5  | 23 | 50  | 88  | −38  | 29  |                                             |
| 8   | Valga               | 36 | 8  | 4  | 24 | 38  | 78  | −40  | 28  | fuzja                                       |
| 9   | Kuressaare (B, S)   | 36 | 7  | 6  | 23 | 40  | 96  | −56  | 27  | baraż o Meistriliiga                        |
| 10  | Dünamo Tallinn (S)  | 36 | 3  | 3  | 30 | 28  | 157 | −129 | 12  | spadek do Esiliiga                          |

1. ↑  Flora Tallinn zakwalifikowała się do Pucharu UEFA jako finalista Pucharu Estonii.
2. ↑  FC Valga i Valga FC Warrior oficjalnie połączyły się 29 listopada 2005. Połączone kluby przyjęły nazwę Valga FC Warrior[1].

## Wyniki
| Gospodarz \ Gość | DÜN | FLO | KUR | LEV | MER | NAR | TAM | TUL | TVM | VAL | DÜN | FLO | KUR | LEV | MER | NAR | TAM | TUL | TVM  | VAL |
| ---------------- | --- | --- | --- | --- | --- | --- | --- | --- | --- | --- | --- | --- | --- | --- | --- | --- | --- | --- | ---- | --- |
| Dünamo Tallinn   |     | 0–3 | 1–0 | 0–4 | 1–6 | 0–6 | 2–7 | 0–0 | 0–7 | 3–6 |     | 0–2 | 3–4 | 0–4 | 2–1 | 0–5 | 1–2 | 2–0 | 0–12 | 1–1 |
| Flora Tallinn    | 3–1 |     | 6–0 | 0–2 | 0–0 | 2–1 | 3–0 | 3–0 | 1–3 | 2–0 | 7–0 |     | 7–0 | 1–3 | 1–0 | 0–0 | 3–1 | 2–1 | 0–1  | 1–0 |
| Kuressaare       | 2–0 | 1–3 |     | 0–2 | 1–2 | 2–5 | 1–0 | 1–1 | 1–6 | 0–0 | 8–1 | 1–1 |     | 1–3 | 1–1 | 1–3 | 2–1 | 1–1 | 1–8  | 0–3 |
| Levadia Tallinn  | 5–0 | 0–2 | 2–0 |     | 4–0 | 1–1 | 5–2 | 2–0 | 2–1 | 3–0 | 3–1 | 2–0 | 4–0 |     | 8–0 | 3–0 | 1–0 | 2–1 | 1–2  | 3–0 |
| Tartu Merkuur    | 3–1 | 1–1 | 5–0 | 2–2 |     | 2–3 | 3–0 | 2–0 | 1–6 | 2–1 | 4–0 | 0–6 | 2–0 | 2–3 |     | 0–7 | 0–1 | 2–1 | 1–3  | 2–1 |
| Narva Trans      | 7–3 | 2–2 | 4–1 | 3–1 | 6–2 |     | 5–1 | 1–2 | 0–3 | 3–1 | 7–0 | 2–0 | 3–0 | 0–4 | 4–0 |     | 6–0 | -:0 | 0–2  | 3–0 |
| Tartu Tammeka    | 9–0 | 0–2 | 3–1 | 0–2 | 2–2 | 0–3 |     | 2–2 | 0–2 | 3–4 | 3–0 | 1–3 | 2–2 | 1–2 | 2–0 | 0–3 |     | 2–4 | 0–3  | 2–1 |
| Viljandi Tulevik | 4–1 | 1–1 | 1–0 | 2–2 | 0–0 | 0–2 | 1–1 |     | 0–2 | 0–2 | 1–1 | 3–2 | 1–0 | 1–3 | 5:- | 0–0 | 3–1 |     | 0–3  | 2–0 |
| TVMK Tallinn     | 5–1 | 4–2 | 3–1 | 2–2 | 2–1 | 0–0 | 9–0 | 1–1 |     | 5–0 | 9–1 | 4–2 | 6–1 | 0–0 | 8–1 | 0–0 | 5–0 | 2–0 |      | 3:- |
| Valga            | 2–1 | 1–3 | 0–1 | 0–3 | 1–1 | 1–2 | 1–0 | 1–2 | 0–5 |     | 5–0 | 0–4 | 2–4 | 0–4 | 2–1 | 0–2 | 1–1 | 1–5 | 0–1  |     |

1. ↑  Mecz 25. kolejki (28.08) między Narva Trans a Viljandi Tulevik anulowano. Zwycięstwo przyznano Tulevik, ponieważ Narva Trans wystawiła zawieszonego zawodnika Aleksandr Kulatšenko. Mecz zakończył się wynikiem 5–0.
2. ↑  Mecz 35. kolejki (30.10) między Viljandi Tulevik a Tartu Merkuur anulowano. Zwycięstwo przyznano Tulevik, ponieważ Merkuur wystawił zawieszonego zawodnika Vjatšeslav Lütter. Mecz zakończył się wynikiem 5–1.
3. ↑  Mecz 19. kolejki (17.07) między TVMK Tallinn a Valga anulowano. Zwycięstwo przyznano TVMK, ponieważ Valga wystawiła zawieszonego zawodnika Norman Kägo. Mecz zakończył się wynikiem 3–0.

## Baraż o Meistriliiga
Lasnamäe Ajax trzecia drużyna Esiliigi wygrała bramkami na wyjeździe dwumecz z Kuressaare miejsce w Meistriliiga na sezon 2006.
| 13 listopada 2005 | Lasnamäe Ajax      | 1:0   | Kuressaare |  |
|                   | Maksim Rõtškov 49' | (0:0) |            |  |

| 19 listopada 2005 | Kuressaare                         | 2:1   | Lasnamäe Ajax       |  |
|                   | Märt Kluge 11' · Martti Pukk 90+1' | (1:0) | 46' Nikita Andrejev |  |

## Najlepsi strzelcy
| Bramki | Strzelcy             | Drużyna          |
| ------ | -------------------- | ---------------- |
| 41     | Tarmo Neemelo        | TVMK Tallinn     |
| 26     | Maksim Gruznov       | Narva Trans      |
| 19     | Ingemar Teever       | TVMK Tallinn     |
| 19     | Vjatšeslav Zahovaiko | Flora Tallinn    |
| 18     | Indrek Zelinski      | Levadia Tallinn  |
| 17     | Egidijus Juška       | TVMK Tallinn     |
| 16     | Vitali Leitan        | Levadia Tallinn  |
| 15     | Kristjan Tiirik      | Tartu Tammeka    |
| 14     | Anton Sereda         | Tartu Merkuur    |
| 13     | Dmitri Ustritski     | Viljandi Tulevik |

Źródło:

## Stadiony
| Dünamo Tallinn            |
| ------------------------- |
| Sõle Gümnaasiumi staadion |
|                           |

| Flora Tallinn   |
| --------------- |
| A. Le Coq Arena |
|                 |

| Narva Trans               |
| ------------------------- |
| Narva Kreenholmi staadion |
|                           |

| Kuressaare               |
| ------------------------ |
| Kuressaare linnastaadion |
|                          |

| Levadia Tallinn TVMK Tallinn |
| ---------------------------- |
| Stadion Kadriorg             |
|                              |

| Tartu Merkuur Tartu Tammeka |
| --------------------------- |
| Tamme staadion              |
|                             |

| Valga             |
| ----------------- |
| Stadion Centralny |
|                   |

| Viljandi Tulevik       |
| ---------------------- |
| Viljandi linnastaadion |
|                        |

Źródło: